# Société abidjanaise d'expansion chimique
La Société abidjanaise d’expansion chimique est une entreprise installée en Côte d'Ivoire dont la principale activité consiste en la fabrication de produits chimiques. Cette société a son siège à Abidjan. En Côte d’Ivoire, l’importation des produits chimiques représente environ 15 % du total des importations.